# Muséum d'histoire naturelle de Nice
Pour les articles homonymes, voir Muséum d'histoire naturelle.
Le muséum d’histoire naturelle de Nice, connu des Niçois sous le nom de musée Barla, est le plus ancien musée municipal de Nice. Aujourd'hui, ce muséum est riche d'un patrimoine de plus d'un million de spécimens provenant en grande partie des régions méditerranéennes mais aussi d'Amérique du Sud, d'Afrique et des îles de l'océan Indien.
L'établissement est situé dans le quartier de la place Garibaldi, au numéro 60 du boulevard Risso.

## Historique
Dans la biodiversité des préalpes de Nice, les naturalistes locaux vont s’intéresser à la flore et particulièrement au monde marin. L’idée d’un musée naît sous l’impulsion du chef de file de l’École naturaliste niçoise, Antoine Risso.
Il ouvre ses portes en 1846 dans un local du palais communal situé place Saint-François. Il est constitué par les collections de Jean-Baptiste Vérany comportant d’importantes séries d’oiseaux, de mollusques, de minéraux et de fossiles. En parallèle, un autre savant niçois, Jean-Baptiste Barla constitue aussi une collection privée axée sur les poissons, les plantes à fleurs et les champignons du pays niçois. En 1863, la Maison Barla installée au numéro 6 de la place Garibaldi accueille le fonds Verany. Les deux collections sont désormais réunies. Sous les arcades, la porte de l’immeuble sert d’entrée au musée. Le cabinet d’histoire naturelle occupe deux vastes salles aux rayons entièrement remplis; la première met à l’honneur la collection de moulages de champignons, alors que la seconde salle est dévolue aux coquillages et au bocaux de céphalopodes et de gastéropodes.

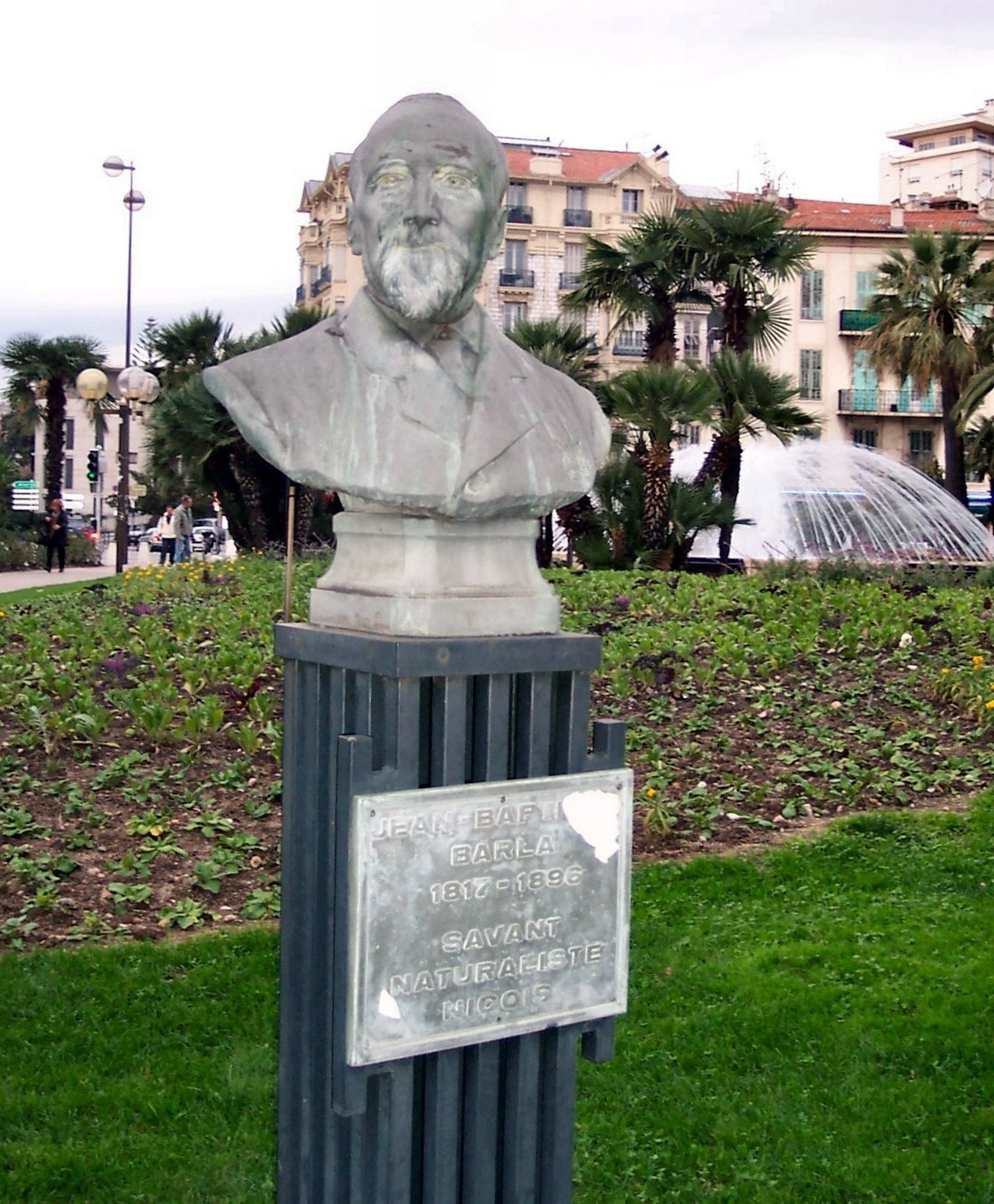
Jean Baptiste Barla.

En 1896, J.B Barla lègue par testament à la ville tous ses bâtiments, ses collections et sa bibliothèque.
Le corps des bâtiments de la propriété Barla donne également le long de la rive du Paillon. Au début du XXe siècle, dans cette partie est aménagée un nouvel espace muséal de 150 m2 avec une façade vitrée donnant sur l’actuelle entrée du boulevard Risso. En 1975, on installe une salle supplémentaire dédiée aux fossiles. En février 1994, à la suite d'une importante rupture de canalisation d’eau sur le boulevard, une partie des réserves, laboratoires et ateliers du musée sont inondés, et cause d'importants dégâts aux collections. Mais grâce au travail des agents du musée aidés de naturalistes bénévoles, aucun spécimen n'a été irrémédiablement perdu.
Actuellement, à la suite d'une mise aux normes des salles d'expositions, seul l'espace muséal édifié début du XXe siècle est ouvert au public et constitue la salle d'exposition permanente de l'établissement. Périodiquement quelques expositions temporaires sont programmées au parc Phœnix, à la bibliothèque Louis-Nucéra, à la Maison de la nature du parc départemental de la Grande Corniche.
Le musée devait être délocalisé dans une future Cité des Sciences et de la Nature, incluant un nouveau bâtiment pour le musée et le parc Phœnix, avec une ouverture prévue en 2013. Le projet est reporté à une date indéterminée.

## Missions
Instrument de connaissance de la biodiversité, témoignage de la richesse mais aussi de la fragilité des milieux naturels du pourtour méditerranéen, le muséum d'histoire naturelle de Nice a aussi pour vocation de valoriser ces trésors afin de sensibiliser le public à l’importance de la protection de l’environnement naturel. Le pôle Collections et Recherche est le plus mal connu  alors qu’il représente une somme de travail considérable. Les tâches principales se déclinent en 4 volets :
- Conserver ce patrimoine dont certaines pièces ont près de 200 ans.
- Étudier les collections et réactualiser leur nomenclature en fonction de l’évolution du savoir.
- Enrichir par la collecte dans la nature de spécimens nouveaux.
- Diffuser par la mise en réseau informatique, la numérisation des documents, la publication de revues spécialisée, etc. Des expositions, des animations, visites guidées et conférences « prolongent » ce travail de diffusion.

## Fréquentation
| 2001   | 2002   | 2003   | 2004   | 2005   | 2006   | 2007   | 2008   | 2009    | 2010   | 2011   | 2012   | 2013   | 2014   | 2015  | 2016  | 2017  | 2018  | 2019  |
| ------ | ------ | ------ | ------ | ------ | ------ | ------ | ------ | ------- | ------ | ------ | ------ | ------ | ------ | ----- | ----- | ----- | ----- | ----- |
| 25 000 | 37 296 | 42 935 | 14 250 | 46 562 | 75 181 | 83 581 | 69 350 | 114 479 | 35 966 | 31 321 | 54 652 | 33 271 | 29 527 | 4 974 | 4 321 | 5 549 | 2 453 | 4 693 |